# Engin Verel
Engin Verel (* 15. September 1956 in Istanbul) ist ein ehemaliger türkischer Fußballspieler.

## Karriere als Vereinsspieler
Verel spielte in der Jugend bei Davutpaşa SK in seiner Geburtsstadt. Im Jahr 1973 wechselte der 17-jährige Verel zum Erstligisten Galatasaray Istanbul. Aber nach zwei Spielzeiten ging der Angreifer zum Ortsrivalen Fenerbahçe Istanbul. Dort blieb er vier Jahre. Bei Fenerbahçe wurde Verel schnell zur festen Größe im Angriff und gewann 1978 den nationalen Titel. Im Jahr darauf sicherte sich die Mannschaft den Nationalen Pokal.
Im selben Jahr wechselte er nach Deutschland zu Hertha BSC. Allerdings konnte er sich nicht durchsetzen und wechselte bereits nach einer Saison zum RSC Anderlecht. In Belgien gewann Verel zwar die Belgische Meisterschaft, konnte sich aber auch dort gegen die starke Konkurrenz nicht durchsetzen und spielte lediglich drei Mal.
Daraufhin unterschrieb er 1981 einen Vertrag bei OSC Lille. In seiner ersten Saison in der Ligue 1 konnte er überzeugen und traf 13 Mal in 31 Spielen. Aber schon in der darauffolgenden Saison konnte Verel nicht mehr an seine gute Premierensaison anknüpfen und schoss nur zwei Tore. Deshalb wechselte er erneut zu Fenerbahçe, wo er bis zu seinem Karriereende 1986 spielte.

## Karriere als Nationalspieler
Für die U18 seines Landes absolvierte Engin Verel fünf Spiele. Bereits mit 18 Jahren spielte er das erste Mal für die türkische U21, für die er insgesamt drei Mal auflief. Von 1974 bis 1982 gehörte er mit Unterbrechung zur A-Nationalmannschaft und brachte es dort auf 27 Einsätze.

## Erfolge
Mit Galatasaray Istanbul
- Premierminister-Pokalsieger: 1974/75

Mit Fenerbahçe Istanbul
- Türkischer Meister: 1977/78, 1984/85
- Türkischer Pokalsieger: 1978/79
- TSYD-Istanbul-Pokalsieger: 1975/1976, 1976/1977, 1978/1979
- Marine-Pokalsieger: 1983/84, 1984/85

Mit RSC Anderlecht
- Belgischer Meister: 1980/81